# Île de Frégate
Pour les articles homonymes, voir Frégate.
L'île de Frégate, en anglais Frégate Island ou parfois Frigate Island est une petite île de l'archipel des Seychelles, située dans l'océan Indien. 
Granitique et habitée, l'île, qui fait partie des îles Intérieures, a été reconnue zone importante pour la conservation des oiseaux.
C'était autrefois un repaires de pirates et une légende dit qu'ils auraient dissimulé leur trésor sur l'île qui est aujourd'hui un lieu de séjour de luxe.